# Williamson Simpson Oldham
Williamson Simpson Oldham (* 19. Juli 1813 im Franklin County, Tennessee; † 8. Mai 1868 in Houston, Texas) war ein US-amerikanischer Jurist und Politiker. Ferner war er Mitglied der Episkopalkirche und Freimaurer.
Oldham war 1838 Mitglied der Arkansas General Assembly. 1842 wählte man ihn zum Richter am Arkansas Supreme Court. In den nächsten Jahren kandidierte er erfolglos zuerst 1846 um einen Sitz im US-Repräsentantenhaus und 1848 um einen Sitz im US-Senat, beide Male für den US-Bundesstaat Arkansas. Dann zog er nach Texas, wo er zuerst 1853 erfolglos um einen Sitz im Repräsentantenhaus und 1859 wieder um einen Sitz im US-Repräsentantenhaus kandidierte. 1861 vertrat er Texas bei dessen Sezessionskonvent und dann im Provisorischen Konföderiertenkongress. Anschließend wählte man ihn zum Senator der Konföderierten Staaten (1. und 2. Konföderiertenkongress).
Williamson Simpson Oldham starb 1868 in Houston an Typhus und wurde anschließend dort auf dem Episcopal Cemetery beigesetzt. Man hat ihn dann 1938 auf den Brookside Memorial Park in Houston umgebettet. Das Oldham County in Texas und das Oldham County in Kentucky wurden nach ihm benannt.